# Ronde van Italië 2018/Eerste etappe
De proloog van de Ronde van Italië 2018 werd gereden in Jeruzalem. Het was de eerste keer dat een Grote Ronde buiten Europa startte. Israël trapte hiermee haar zeventigste verjaardag af met een jaar lang allerlei festiviteiten en sportactiviteiten. De eerste etappe was een individuele tijdrit over een afstand van 9,7 kilometer.
| Jeruzalem – Jeruzalem (9,7 km) (ITT) |                       |                        |        |
| Plaats                               | Naam                  | Ploeg                  | Tijd   |
| 1                                    | Tom Dumoulin          | Team Sunweb            | 12'02" |
| 2                                    | Rohan Dennis          | BMC Racing Team        | + 2"   |
| 3                                    | Victor Campenaerts    | Lotto Soudal           | z.t.   |
| 4                                    | José Gonçalves        | Team Katjoesja Alpecin | + 12"  |
| 5                                    | Alex Dowsett          | Team Katjoesja Alpecin | + 16"  |
| 6                                    | Peio Bilbao           | Astana Pro Team        | + 18"  |
| 7                                    | Simon Yates           | Mitchelton-Scott       | + 20"  |
| 8                                    | Maximilian Schachmann | Quick-Step Floors      | + 21"  |
| 9                                    | Tony Martin           | Team Katjoesja Alpecin | + 27"  |
| 10                                   | Domenico Pozzovivo    | Bahrain-Merida         | z.t.   |

| Algemeen klassement |                       |                        |        |
| Plaats              | Naam                  | Ploeg                  | Tijd   |
| Roze trui           | Tom Dumoulin          | Team Sunweb            | 12'02" |
| 2                   | Rohan Dennis          | BMC Racing Team        | + 2"   |
| 3                   | Victor Campenaerts    | Lotto Soudal           | z.t.   |
| 4                   | José Gonçalves        | Team Katjoesja Alpecin | + 12"  |
| 5                   | Alex Dowsett          | Team Katjoesja Alpecin | + 16"  |
| 6                   | Peio Bilbao           | Astana Pro Team        | + 18"  |
| 7                   | Simon Yates           | Mitchelton-Scott       | + 20"  |
| 8                   | Maximilian Schachmann | Quick-Step Floors      | + 21"  |
| 9                   | Tony Martin           | Team Katjoesja Alpecin | + 27"  |
| 10                  | Domenico Pozzovivo    | Bahrain-Merida         | z.t.   |

1e etappe ·
2e etappe ·
3e etappe ·
4e etappe ·
5e etappe ·
6e etappe ·
7e etappe ·
8e etappe ·
9e etappe ·
10e etappe ·
11e etappe ·
12e etappe ·
13e etappe ·
14e etappe ·
15e etappe ·
16e etappe ·
17e etappe ·
18e etappe ·
19e etappe ·
20e etappe ·
21e etappe
Startlijst · Eindstanden · Afbeeldingen